# Seydou Bamogo
Pour les articles homonymes, voir Bamogo.
Seydou Bamogo (ou Saidou Bamogo) est un coureur cycliste burkinabé, né le 31 décembre 1990.

## Palmarès
- 2012
  - 4e et 5e étapes du Tour de l'est international
- 2013
  - 6e étape du Tour du Faso
- 2014
  - 6e étape du Tour du Togo
- 2015
  -  Champion du Burkina Faso sur route
  - Tour du Togo :
    - Classement général
    - 8e étape
- 2018
  - 7e étape du Tour de Côte d'Ivoire
  - 3e étape du Tour du Faso
  - 2e du Tour du Bénin

## Classements mondiaux
| Année           | 2012 | 2013 | 2014 | 2015 | 2016 | 2017 | 2018 |
| --------------- | ---- | ---- | ---- | ---- | ---- | ---- | ---- |
| UCI Africa Tour | 53e  | 73e  |      |      | 193e | 97e  | 75e  |